# 歐菲亞·漢巴祖恩
歐菲亞·漢巴祖恩（英語：Ofelya Karapeti Hambardzumyan，1925年1月9日 – 2016年6月13日）是亞美尼亞的民謠歌手。

## 生涯
她在1925年1月9日於亚美尼亚苏维埃社会主义共和国葉里溫出生。從她年輕時，其美妙的嗓音就為人所知。她的聲樂訓練是在羅曼諾斯梅利基揚音樂學院（Romanos Melikyan Musical College）完成。在1944年，她成為了亞美尼亞廣播電台民歌樂團的聲樂家，她在樂團中由指揮Aram Merangulyan所帶領。
她最為人所知的演唱領域為亞美尼亞的古典音樂、ashoughakan、民歌。尤具特色的是她所詮釋的ashough、薩雅·諾瓦音樂、包含「Յարէն Էրուած իմ （Yaren ervac im）」、「Յիս Կանչում եմ լալանին （Yis Kanchum em Lalanin）」⋯⋯等。她也有表演諸如音樂Fahrad、 Jivani、Sheram。除此之外，她也表演當代改編的 ashughs、Shahen、Havasi、Ashot；她常常是這些音樂首次表演者。
歐菲亞·漢巴祖恩於2016年6月13日去世。

## 獲獎
亚美尼亚苏维埃社会主义共和国人民藝術家 (1959)
聖梅斯羅布勳章以表達亞美尼亞藝術歌曲的重大貢獻